# Предмеранка
Предмєранка (словац. Predmieranka) — річка в Словаччині; ліва притока Кисуці. Протікає в окрузі Чадця.
Довжина — 14.5 км. Витікає в масиві Моравсько-Сілезькі Бескиди (частина Задні гори) на висоті 950 метрів (на схилі гори Малий Полом).
Протікає територією села Клокочов і міста Турзовка. Впадає у Кисуцю на висоті 467.7 метра.